# پیوتر شلوخونوف
پتر شلوخونوف (روسی: Пётр Илларио́нович Шелохо́нов؛ ۱۵ اوت ۱۹۲۹ – ۱۵ سپتامبر ۱۹۹۹) هنرپیشه و فیلمساز اهل کشور اتحاد جماهیر سوسیالیستی شوروی بود. وی متولد بلاروس کنونی بود و بین سال‌های ۱۹۴۲ تا ۱۹۹۹ میلادی فعالیت می‌کرد.

## فیلمشناسی
از فیلم‌هایی که وی در آن نقش داشته است می‌توان به آنا کارنینا اشاره کرد.